# 武田科学振興財団
公益財団法人武田科学振興財団（たけだかがくしんこうざいだん）は、武田薬品工業株式会社からの寄付をもとに設立された慈善団体。1963年設立。「科学技術の研究を助成・振興し、国内外の科学技術及び文化の向上発展に寄与すること」を目的としている。
杏雨書屋（きょううしょおく）という図書資料館を有している。「杏雨」とは「杏林（医学）を潤す雨」の意。

## 事業内容
- 科学技術に関する研究機関及び科学技術の研究に従事する者に対する奨励金の交付
- 外国人留学生に対する研究の助成
- 科学技術に関する注目すべき研究業績に対する褒賞（武田医学賞）
- 東洋医書その他図書資料の保管、整理及び公開（杏雨書屋）
- 科学技術の振興に関する出版物の刊行
- 科学技術に関する学会･講演会の開催

## 文化財
杏雨書屋所蔵の資料である。
国宝
- 説文解字木部残巻

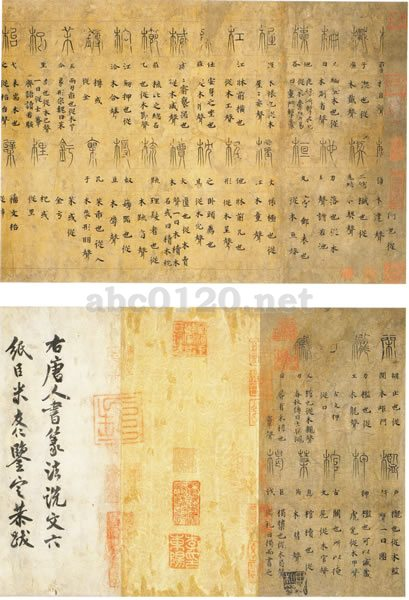
説文解字木部残巻（国宝）唐時代

- 宋版毛詩正義（紹興九年刊、金沢文庫本） 17冊
- 宋刊本史記集解 11冊

重要文化財
- 薬種抄 2巻 保元元年書写奥書
- 香要抄 2巻 保元元年書写奥書
- 穀類抄 保元元年書写奥書
- 香字鈔
- 宝要抄[2]
- 古文孝経 仁治二年清原教隆書写奥書
- 春秋経伝集解残巻 4巻
- 性霊集 7巻
- 聖徳太子伝暦 4帖
- 春記 3巻
- 実躬卿記 自筆本 51巻
- 黄帝内経太素 巻第二十一、第二十七 2巻 仁安三年丹波頼基書写奥書[3]
- 新修本草 巻第十五[4]
- 啓迪集 8冊 曲直瀬道三自筆本 天正二年策彦周良題辞冊（附：啓迪集〈天正二年自序〉2冊）[5]

典拠：2000年までの指定物件については『国宝・重要文化財大全 別巻』（所有者別総合目録・名称総索引・統計資料）（毎日新聞社、2000）による。財団公式サイトの「杏雨書屋」のページも参照。